# Departamento Caleu Caleu
Das Departamento Caleu Caleu liegt im Südosten der Provinz La Pampa im Zentrum Argentiniens und ist eine von 22 Verwaltungseinheiten der Provinz. 
Im Norden grenzt es an das Departamento Hucal, im Osten an die Provinz Buenos Aires, im Süden an die Provinz Río Negro und im Westen an das Departamento Lihuel Cahel. 
Die Hauptstadt des Departamento Caleu Caleu ist La Adela.

## Bevölkerung
Nach Schätzungen des INDEC stieg die Einwohnerzahl von Einwohner (2001) auf 2.390 Einwohner im Jahre 2005.

## Städte und Gemeinden
Die Gemeindegrenzen sind in der Provinz La Pampa oftmals nicht identisch mit den Grenzen der Departamentos. In diesem Fall umfasst das Departamento Caleu Caleu Teilgebiete der Gemeinde La Adela (inklusive der Hauptstadt) und Teilgebiete der Gemeinden Bernasconi, General San Martín und Jacinto Aráuz, die ihre Hauptstädte in benachbarten Departamentos liegen haben.
- La Adela

Koordinaten: 38° 42′ S, 64° 0′ W